# Alucarda, la hija de las tinieblas
Pour plus de détails, voir Fiche technique et Distribution.
Alucarda, la hija de las tinieblas est un film mexicain réalisé par Juan López Moctezuma en 1978, d'après un roman de Sheridan Le Fanu.

## Synopsis
Le film se déroule dans un couvent mexicain qui n'héberge pas que les religieuses, mais également un orphelinat.
Alucarda est une orpheline qui a vécu au couvent sa vie entière. Justine, une autre fille d'âge proche également orpheline, arrive au couvent. Elle et Alucarda vont devenir des amies très proches. Mais Alucarda semble manifester des capacités étranges ; elle entend notamment des voix qui la poussent à entraîner Justine dans des actes sataniques...

## Fiche technique
- Titre : Alucarda, la hija de las tinieblas
- Titre international : Sisters of Satan
- Réalisation : Juan López Moctezuma
- Scénario : Alexis Arroyo, d'après le roman Carmilla de Sheridan Le Fanu
- Format : Couleurs
- Durée : 85 minutes (1 h 25)
- Date de sortie : 1978
- Pays : Mexique

## Distribution
- Tina Romero : Alucarda
- Susana Kamini : Justine
- Lili Garza : Daniela Oszek
- Claudio Brook : Docteur Oszek
- David Silva : Père Lázaro
- Birgitta Segerskog : la Mère supérieure
- Tina French : Sœur Angélica
- Adriana Roel : Sœur Germana
- Antonia Guerrero
- Martin LaSalle
- Manuel Dondé
- Adriana Riveroll
- Susan Inman
- Alejandra Moya
- Agustín Isunza
- Paloma Woolrich
- Marina Isolda
- Sonia Rangel
- Beatriz Martínez
- Colombia Moya